# Philopoemen
Philopoemen (Grieks: Φιλοποίμην) van Megalopolis (ca. 253 – 183 v.Chr.), zoon van Craugis, was een Grieks staatsman en militair. Hij werd verschillende malen verkozen tot militaire leider van de Achaeïsche Bond.
Hij stamde uit een adellijke Arcadische familie. Op jeugdige leeftijd verloor hij zijn vader, een der voornaamste burgers van Megalopolis, en hij werd verder opgevoed door zijn vaders beste vriend. Van kindsbeen af werd hij in zijn vaderstad naar geest en lichaam getraind door de patriottische filosofen Ecdemus en Demophanes. Epaminondas was zijn grote idool.
In 223 v.Chr. onderscheidde hij zich in het verzet tegen koning Cleomenes III van Sparta, en in de zomer van het volgende jaar werd zijn dappere gedrag opgehemeld door Antigonus Doson, na de verpletterende nederlaag van Cleomenes bij Sellasia.
Nadat hij tien jaar lang ervaring had opgedaan als huurling op Kreta, werd hij achtereenvolgens in 210 v.Chr. hipparchos (d.i. hoofd van de cavalerie) en in 209/208 strategos van de Achaeïsche Bond. In die hoedanigheid voerde hij een legerhervorming door versloeg de Spartanen nabij Mantinea. Hij werd verscheidene malen herkozen als strateeg en kon afrekenen met de Spartaanse tiran Nabis. Tijdens de Tweede Macedonische Oorlog was hij voorstander van een neutraliteitspolitiek, waardoor zijn invloed verminderde en hij in 199 besloot tijdelijk naar Creta terug te keren. Nadat de Romeinen Griekenland hadden verlaten, keerde hij weer, raakte opnieuw in conflict met Nabis en belegerde Sparta. De moord op Nabis in 192 bood de gedroomde gelegenheid om eerst Sparta, en daarna ook Messenië en Elis op te nemen in de Achaeïsche Bond.
Philopoemen was nu de onbetwiste leider in de Peloponnesus. In 188 kon hij Sparta volledig demilitariseren, en schafte hij, na zoveel eeuwen, de Lycurgische staatsinrichting af. Dat was het einde van Sparta. In 183 viel hij in handen van opstandige Messeniërs onder leiding van zijn aartsvijand Dinocrates, die heimelijk de steun van Flaminius genoten. Hij werd gevankelijk meegevoerd naar Messene, waar hij twee dagen later werd vergiftigd. Hij was zeventig jaar oud.
Dit was het onwaardige einde van een groot leider, over wie de Romeinen zegden dat hij "de laatste van de Grieken" was. Pausanias beweerde dat Miltiades de eerste, en Philopoemen de laatste onder de Griekse leiders was die het welzijn van geheel Griekenland beoogde. Tot achtmaal toe werd hij verkozen tot militaire leider van de Achaeïsche Bond. In tegenstelling tot zijn voorganger Aratus van Sicyon, de feitelijkeoprichter van de Achaeïsche Bond, die geen militaire ervaring had en alle heil verwachtte van diplomatie en intrige, was Philopoemen een dapper soldaat en een bekwaam strateeg, onder wiens impuls de Bond uitgroeide tot een reële grootmacht in Griekenland. Het nieuws van zijn dood werd dan ook in geheel de Peloponnesus op spontane rouwbetuigingen onthaald.
Het stoffelijk overschot van Philopoemen werd met de grootste militaire eer behandeld. Hij werd ter plaatse gecremeerd en de urn met zijn as werd in stoet naar Megalopolis overgebracht. Hier mocht de historicus Polybius de urn naar zijn laatste rustplaats brengen. Na de begrafenis werden in alle lidstaten van de Achaeïsche Bond standbeelden voor hem opgericht.

## Antieke bron
- Plutarchus, Φιλοποίμην (Engelse vertaling)

- Bibsys: 1634281490541
- International Standard Name Identifier: 0000 0003 5799 0765
- Library of Congress Control Number: no2013102548
- Nationale Bibliotheek van Tsjechië: mzk2007411503
- Nationale en Universitaire bibliotheek Zagreb: 000358966
- Nederlandse Thesaurus van Auteursnamen: 125993501
- Réseau des bibliothèques de Suisse occidentale: 02-A010131476
- Système universitaire de documentation: 060839988
- Virtual International Authority File: 287853565
- WorldCat: E39PCjC4f6pmmh7MkdHjpG7tBq